# Lista das maiores goleadas da Copa Sul-Americana

Logotipo da Copa Sul-Americana

Esta é uma lista das maiores goleadas da Copa Sul-Americana, competição continental de clubes de futebol da América do Sul, organizada pela Confederação Sul-Americana de Futebol (CONMEBOL) desde 2002 e considerada a segunda competição mais prestigiada entre clubes no continente sul-americano, inferior apenas à Copa Libertadores da América. A Copa Sul-Americana substituiu, em 2002, as copas Mercosul e Merconorte, sendo que estas substituíram, em 1998 e 1999, a Copa Conmebol e a Supercopa Sul-Americana. A Copa Sul-Americana resultou da tentativa frustrada de se disputar uma Copa Pan-Americana de clubes, incluindo competidores das Américas Central e do Norte entre 2002 e 2008.
Segundo a maioria dos comentaristas de futebol, uma partida é considerada uma goleada quando a equipe vencedora assim o faz por pelo menos três gols de diferença, enquanto alguns analistas preferem considerar goleada placares superiores a quatro gols de diferença.
As maiores goleadas da história da Copa Sul-Americana aconteceram em 2022, quando o Fluminense derrotou o Oriente Petrolero por 10–1, fora de casa em Santa Cruz de la Sierra, e em 2010, quando a equipe uruguaia do Defensor derrotou o clube peruano Sport Huancayo por 9–0. Na sequência, a equipe brasileira do Grêmio aparece com a vitória por 8–0 sobre o Aragua em um jogo da fase de grupos da edição de 2021. Com um gol a menos que o Grêmio, a equipe equatoriana da LDU Quito ocupa a quarta posição, quando venceu o clube uruguaio River Plate por 7–0 em uma partida válida pelas semifinais de 2009. O Independiente entrou na lista com o mesmo placar, ao golear o Nacional Potosí na fase de grupos de 2025. O placar de 7–1 se repetiu duas vezes na história; já 8–3 e 7–2 foram vistos uma vez cada; 6–0 ocorreu em sete oportunidades, 6–1 em três, e 5–0 em dezenove.

## Lista
Estas são as 38 maiores goleadas da história da Copa Sul-Americana, considerando como principal critério de desempate a diferença de gols e, posteriormente, o número de gols marcados pela equipe vencedora.
| Nº | Mandante                | Placar | Visitante              | Estádio                       | Data            | Ano  | Ref.   |
| -- | ----------------------- | ------ | ---------------------- | ----------------------------- | --------------- | ---- | ------ |
| 1  | Oriente Petrolero       | 1–10   | Fluminense             | El Tahuichi                   | 26 de maio      | 2022 | [ 7 ]  |
| 2  | Defensor Sporting       | 9–0    | Sport Huancayo         | Centenario                    | 16 de setembro  | 2010 | [ 8 ]  |
| 3  | Grêmio                  | 8–0    | Aragua                 | Arena do Grêmio               | 6 de maio       | 2021 | [ 9 ]  |
| 4  | LDU Quito               | 7–0    | River Plate            | Casa Blanca                   | 19 de novembro  | 2009 | [ 10 ] |
| 4  | Independiente           | 7–0    | Nacional Potosí        | Libertadores de América       | 28 de maio      | 2025 | [ 11 ] |
| 6  | Sol de América          | 7–1    | Estudiantes de Caracas | Luis Alfonso Giagni           | 31 de maio      | 2017 | [ 12 ] |
| 6  | Red Bull Bragantino     | 7–1    | Tacuary                | Nabi Abi Chedid               | 28 de junho     | 2023 | [ 13 ] |
| 8  | San Lorenzo             | 6–0    | Deportivo Italchacao   | El Nuevo Gasómetro            | 20 de agosto    | 2003 | [ 14 ] |
| 8  | Newell's Old Boys       | 6–0    | San José               | Colosso del Parque            | 6 de outubro    | 2010 | [ 15 ] |
| 8  | Cerro Porteño           | 6–0    | Real Potosí            | Defensores del Chaco          | 24 de agosto    | 2016 | [ 16 ] |
| 8  | Universidad Católica    | 6–0    | Melgar                 | Olímpico Atahualpa            | 21 de maio      | 2019 | [ 17 ] |
| 8  | Ceará                   | 6–0    | General Caballero JLM  | Arena Castelão                | 17 de maio      | 2022 | [ 18 ] |
| 8  | Blooming                | 6–0    | Atlético Palmaflor     | El Tahuichi                   | 9 de março      | 2023 | [ 19 ] |
| 8  | Athletico Paranaense    | 6–0    | Rayo Zuliano           | Ligga Arena                   | 9 de abril      | 2024 | [ 20 ] |
| 15 | Vasco da Gama           | 8–3    | Aurora                 | São Januário                  | 26 de outubro   | 2011 | [ 21 ] |
| 16 | Colo-Colo               | 7–2    | Alajuelense            | Monumental David Arellano     | 9 de outubro    | 2006 | [ 22 ] |
| 17 | LDU Quito               | 6–1    | Unión San Felipe       | Casa Blanca                   | 19 de outubro   | 2010 | [ 23 ] |
| 17 | Arsenal de Sarandí      | 6–1    | Juan Aurich            | El Viaducto                   | 11 de maio      | 2017 | [ 24 ] |
| 17 | Racing                  | 6–1    | Huachipato             | El Cilindro                   | 20 de agosto    | 2024 | [ 25 ] |
| 20 | Universidad Católica    | 5–0    | Alianza Atlético       | San Carlos de Apoquindo       | 30 de agosto    | 2005 | [ 26 ] |
| 20 | Emelec                  | 5–0    | Universidad San Martín | George Capwell                | 23 de setembro  | 2010 | [ 27 ] |
| 20 | São Paulo               | 5–0    | Universidad de Chile   | Pacaembu                      | 7 de novembro   | 2012 | [ 28 ] |
| 20 | Universidad de Chile    | 5–0    | Real Potosí            | Nacional de Chile             | 6 de agosto     | 2013 | [ 29 ] |
| 20 | Junior de Barranquilla  | 5–0    | Melgar                 | Metropolitano de Barranquilla | 13 de agosto    | 2015 | [ 30 ] |
| 20 | Deportivo Municipal     | 0–5    | Atlético Nacional      | Alejandro Villanueva          | 11 de agosto    | 2016 | [ 31 ] |
| 20 | Flamengo                | 5–0    | Palestino              | Ilha do Urubu                 | 9 de agosto     | 2017 | [ 32 ] |
| 20 | Independiente del Valle | 5–0    | Universidad Católica   | Olímpico Atahualpa            | 23 de maio      | 2019 | [ 33 ] |
| 20 | Liverpool               | 5–0    | Llaneros               | Luis Franzini                 | 26 de fevereiro | 2020 | [ 34 ] |
| 20 | Bahia                   | 5–0    | Guabirá                | Pituaçu                       | 27 de abril     | 2021 | [ 35 ] |
| 20 | Rosário Central         | 5–0    | Huachipato             | Florencio Sola                | 19 de maio      | 2021 | [ 36 ] |
| 20 | Corinthians             | 5–0    | Sport Huancayo         | Neo Química Arena             | 20 de maio      | 2021 | [ 37 ] |
| 20 | Red Bull Bragantino     | 5–0    | Oriente Petrolero      | Nabi Abi Chedid               | 18 de abril     | 2023 | [ 38 ] |
| 20 | Fortaleza               | 5–0    | Nacional Potosí        | Arena Castelão                | 10 de abril     | 2024 | [ 39 ] |
| 20 | Lanús                   | 5–0    | Metropolitanos         | La Fortaleza                  | 15 de maio      | 2024 | [ 40 ] |
| 20 | Huracán                 | 5–0    | Racing                 | El Palacio                    | 9 de abril      | 2025 | [ 41 ] |
| 20 | Fluminense              | 5–0    | GV San José            | Maracanã                      | 10 de abril     | 2025 | [ 42 ] |
| 20 | Guaraní                 | 0–5    | Boston River           | Defensores del Chaco          | 28 de maio      | 2025 | [ 43 ] |
| 20 | Universidad de Chile    | 5–0    | Guaraní                | Nacional de Chile             | 17 de julho     | 2025 | [ 44 ] |